# Alfa de l'Octant
L'Alfa de l'Octant (α Octantis) és una estrella en la constel·lació de l'Octant. Té una magnitud visual aparent d'aproximadament 5,15 i és una espectroscòpica binària que consisteix en dues estrelles gegants, cada una amb un tipus espectral F, orbitant cada una en un període de 9 dies. El parell també ha estat classificat com un sistema binari eclipsant variable Beta Lyrae.